# Evangelho do Pseudo-Mateus
O Evangelho do Pseudo-Mateus é um livro apócrifo do Novo Testamento, às vezes chamado pelo nome de O Evangelho da Infância segundo Mateus, mas o nome real do Texto na antiguidade era O Livro sobre a Origem da Bem-aventurada Maria e da Infância do Salvador. O Pseudo-Mateus, datado filologicamente do século VIII ou IX, é um dos apócrifos que tentam preencher os detalhes da vida de Jesus de Nazaré desde de o seu nascimento até a idade de 12 anos, que são muito brevemente tratadas nos evangelhos de Mateus e Lucas. No Ocidente, foi a fonte dominante da arte pictórica para a vida de Maria, especialmente antes de finais da Idade Média, particularmente para o casamento da Virgem.O pseudo-evangelho de Tomé e o Proto-evangelho de Tiago sãos muitos semelhates em base do conteúdo do evangelho de infância de Mateus.O